# Trynidad i Tobago na Letnich Igrzyskach Olimpijskich 1952
Trynidad i Tobago na Letnich Igrzyskach Olimpijskich 1952 reprezentowało 2 zawodników, tylko mężczyzn.

## Zdobyte medale
| Medal | Zawodnik       | Dyscyplina           | Konkurencja    |
| ----- | -------------- | -------------------- | -------------- |
| Brąz  | Lennox Kilgour | Podnoszenie ciężarów | waga półciężka |
| Brąz  | Rodney Wilkes  | Podnoszenie ciężarów | waga piórkowa  |

## Skład kadry

### Podnoszenie ciężarów
Mężczyźni
- Rodney Wilkes – waga piórkowa – 3. miejsce
- Lennox Kilgour – waga półciężka – 3. miejsce